# David Kimche

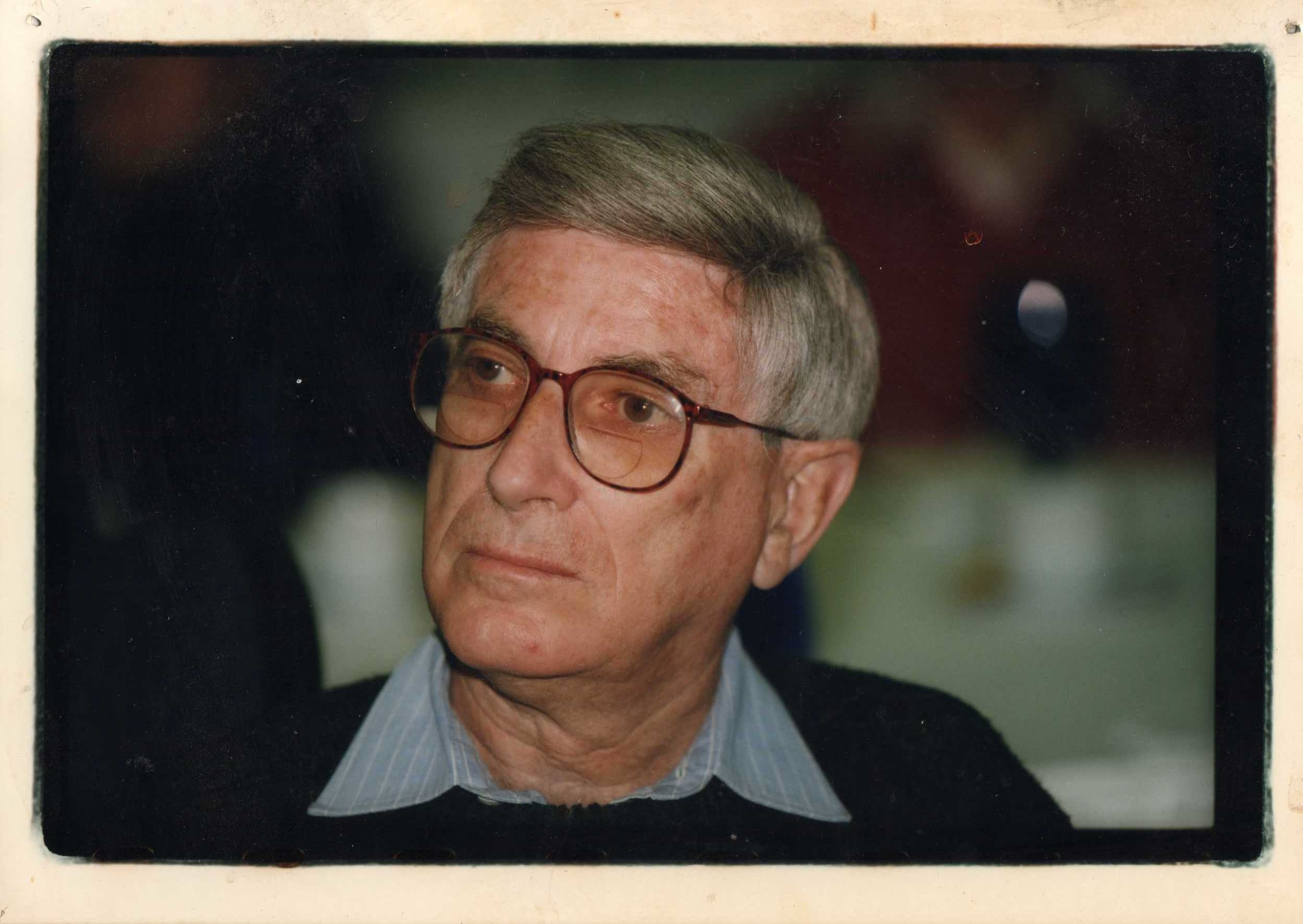
David Kimche

David (Dave) Kimche (* 14. Februar 1928 in London; † 8. März 2010 in Ramat ha-Scharon nahe Tel Aviv, Israel) war ein israelischer Diplomat und stellvertretender Leiter des israelischen Auslandsgeheimdienstes Mossad.

## Leben
Kimche wurde 1928 im Londoner Stadtteil Hampstead als jüngstes von neun Kindern einer aus der Schweiz nach England ausgewanderten Familie geboren. Er emigrierte 1946 mit einem Studentenvisum nach Palästina und studierte Agrarwissenschaften an der Hebräischen Universität Jerusalem. Parallel zu seinem Studium arbeitete er als Redakteur bei der Palestine Post.
Im November 1947 meldete er sich bei der Haganah an und diente beim MIA als Kämpfer in der Studentenkompanie des Moriah-Bataillons. Er kämpfte im israelischen Unabhängigkeitskrieg (1947–1949) und wurde in der Schlacht um das Jerusalemer Stadtviertel Abu Tor verwundet. Nach dem Krieg brach er das Agrarstudium ab und studierte an der Hebräischen Universität Jerusalem Nahoststudien und Soziologie (Bachelor und Master). Später studierte er am „Centre des hautes études administratives sur l’Afrique et l’Asie modernes“ (C.H.E.A.M.) an der Universität Paris (Sorbonne). 1970 promovierte er dort in Internationale Beziehungen. Forschungsgegenstand waren die Ideologie und die Außenpolitik der afroasiatischen Bewegung in der „Dritten Welt“.
Ab 1953 arbeitete er für den Mossad. Dort stieg er bis zur Position des stellvertretenden Leiters auf. Nach einer Auseinandersetzung mit dem Chef des Mossads, Jitzchak Chofi (1927–2014), verließ Kimche 1979 den israelischen Auslandsgeheimdienst. Im folgenden Jahr wechselte Kimche in das Außenministerium, wo er Generaldirektor wurde. In Iran-Contra-Affäre war Kimche die Hauptkontaktperson zwischen den USA und dem Iran. Nach seinem Rücktritt 1986 wurde er israelischer Sondergesandter für Osteuropa.
1989 gründete David Kimche das „Israel Council on Foreign Relations“ unter der Schirmherrschaft des Jüdischen Weltkongresses. Es sollte als politisches Forum für ausländische Würdenträger und Akademiker dienen, die zu Besuch in Israel waren. Kimche wurde zudem Herausgeber der alle zwei Monate erscheinenden Zeitschrift „Israel Journal of Foreign Affairs“.
David Kimche war auch Mitglied des:
- „Board of Governors“ und des „Management Committees“  der „Hebräischen Universität Jerusalem“;
- „Board of Governors“ des „Truman  Research Institute for the Advancement of Peace“ in Jerusalem;
- „Board of Directors“ der Tageszeitung Maariw in Tel Aviv;
- „Executive Board“ des „Peres Center for Peace and Innovation“ in Jaffa.

Nach seiner Pensionierung betätigte sich David Kimche international als Geschäftsmann. Kimche starb am 8. März 2010 in seinem Haus in Ramat ha-Scharon an einem Hirntumor. Aufgrund seiner Verdienste für den Staat Israel erhielt er ein Staatsbegräbnis auf dem Friedhof des Kibbuz Schefajim. David Kimche hinterließ seine Frau Ruth und vier Kinder.

## Veröffentlichungen
David Kimche war an der Veröffentlichung mehrerer Bücher beteiligt, darunter einige, die er mit seinem älteren Bruder, dem britischen Journalist und Historiker Jon Kimche (1909–1994), verfasst hatte:
- Jon & David Kimche: „The secret roads. The "illegal" migrations of a people, 1938-1948“, Farrar, Straus and Cudahy, London 1954;
- Jon & David Kimche: „Both sides of the hill: Britain and the Palestine War“, Secker & Warburg, London 1960;
- Jon & David Kimche: „A clash of destinies: The Arab-Jewish War and the founding of the State of Israel“, Praeger, New York 1960;
- David Kimche & Dan Bawly: „The Sandstorm - the Arab-Israeli War of June 1967 : Prelude and Aftermath“, Stein & Day, New York 1968;
- Jon & David Kimche: „La première guerre d'Israel 1948: 16 cartes“, Arthaud, Paris 1969.